# 黃襄 (崇禎進士)
黄襄（1595年—1639年），字替伯，號率行，南直隶常州府武進縣人。明末政治人物。

## 生平
天啓元年（1621年）辛酉科應天鄉試舉人，登崇禎元年（1628年）戊辰科進士。官至吏部员外郎，安民戢乱，建学筑城。
卒于崇祯十二年，享年45岁，葬庙湾岸。

## 外部鏈接
- 明崇祯进士黄襄墓碑现身武进洛阳镇 （页面存档备份，存于）